# Черокі (Північна Кароліна)
Черокі (англ. Cherokee) — переписна місцевість (CDP) в США, в округах Свейн і Джексон штату Північна Кароліна. Населення — 2195 осіб (2020).

## Географія
Черокі розташоване за координатами 35°29′9″ пн. ш. 83°18′4″ зх. д. / 35.48583° пн. ш. 83.30111° зх. д. (35.485962, -83.301054).  За даними Бюро перепису населення США в 2010 році переписна місцевість мала площу 31,24 км², уся площа — суходіл.

## Демографія
Згідно з переписом 2010 року, у переписній місцевості мешкало 2138 осіб у 839 домогосподарствах у складі 547 родин. Густота населення становила 68 осіб/км².  Було 1028 помешкань (33/км²).
Расовий склад населення:
| - 76,1 % — корінних американців - 14,5 % — білих - 1,1 % — азіатів - 0,5 % — чорних або афроамериканців - 1,2 % — осіб інших рас |

До двох чи більше рас належало 6,6 %. Частка іспаномовних становила 5,3 % від усіх жителів.
За віковим діапазоном населення розподілялося таким чином: 27,7 % — особи молодші 18 років, 60,9 % — особи у віці 18—64 років, 11,4 % — особи у віці 65 років та старші. Медіана віку мешканця становила 33,6 року. На 100 осіб жіночої статі у переписній місцевості припадало 92,6 чоловіків;  на 100 жінок у віці від 18 років та старших — 91,0 чоловіків також старших 18 років.
Середній дохід на одне домашнє господарство  становив 39 213 долари США (медіана — 27 338), а середній дохід на одну сім'ю — 53 722 долари (медіана — 45 000). Медіана доходів становила 40 250 доларів для чоловіків та 22 422 долари для жінок. За межею бідності перебувало 19,5 % осіб, у тому числі 21,5 % дітей у віці до 18 років та 21,2 % осіб у віці 65 років та старших.
Цивільне працевлаштоване населення становило 826 осіб. Основні галузі зайнятості: мистецтво, розваги та відпочинок — 30,4 %, публічна адміністрація — 23,4 %, освіта, охорона здоров'я та соціальна допомога — 22,3 %.